# Eleccions generals de Moçambic de 2004
Les eleccions generals de Moçambic de 2004 van tenir lloc l'1 i el 2 de desembre de 2004 per elegir el president i l'Assemblea de la República. El president sortint Joaquim Chissano deixà el poder després de 18 anys de mandat, amb cinc candidats competint per succeir-lo. Armando Guebuza del governamental FRELIMO va guanyar amb el 60% dels vots. FRELIMO també guanyà les eleccions a l'Assemblea, obtenint 160 dels 250 escons. La participació en ambdues eleccions va rondar el 36%.

## Resultats

### Presidencials
Els funcionaris esperaven que el guanyador fos anunciat formalment el 17 de desembre, però es va retardar fins al 21 de desembre. Guebuza va guanyar amb el 63,7% dels vots, i va assumir el càrrec al febrer de 2005. Afonso Dhlakama de RENAMO va obtenir el segon lloc amb el 31,7% dels vots, i va anunciar que no reconeixia els resultats
| Candidat                         | Partit                                          | Vots      | %     |
| -------------------------------- | ----------------------------------------------- | --------- | ----- |
| Armando Guebuza                  | FRELIMO                                         | 2,004,226 | 63.74 |
| Afonso Dhlakama                  | RENAMO                                          | 998,059   | 31.74 |
| Raul Domingos                    | Partit per la Pau, Democràcia i Desenvolupament | 85,815    | 2.73  |
| Yaqub Sibindy                    | partit Independent de Moçambic                  | 28,656    | 0.91  |
| Carlos Reis                      | Front Unit pel Canvi i Bon Govern               | 27,412    | 0.87  |
| Vots nuls/blancs                 | Vots nuls/blancs                                | 177,999   | –     |
| Total                            | Total                                           | 3,329,177 | 100   |
| Votants registrats/participació  | Votants registrats/participació                 | 9,909,054 | 33.60 |
| Font: African Elections Database |                                                 |           |       |

### Legislatives
| Partit                                          | Vots      | %     | Escons | +/– |
| ----------------------------------------------- | --------- | ----- | ------ | --- |
| FRELIMO                                         | 1,889,054 | 62.03 | 160    | +27 |
| RENAMO-Unió Electoral                           | 905,289   | 29.73 | 90     | –27 |
| Partit per la Pau, Democràcia i Desenvolupament | 60,758    | 2.00  | 0      | Nou |
| Partit de la Llibertat i la Solidaritat         | 26,686    | 0.88  | 0      | 0   |
| Partit de la Reconciliació Nacional             | 18,220    | 0.60  | 0      | Nou |
| Partit Independent de Moçambic                  | 17,960    | 0.59  | 0      | Nou |
| Partit de l'Ampliació Social de Moçambic        | 15,740    | 0.52  | 0      | 0   |
| Partit del Treball                              | 14,242    | 0.47  | 0      | 0   |
| Partit Social Liberal                           | 13,915    | 0.46  | 0      | 0   |
| Partit Ecologista-Moviment de la Terra          | 12,285    | 0.40  | 0      | Nou |
| Front Unit pel Canvi i Bon Govern               | 11,059    | 0.36  | 0      | Nou |
| Unió Democràtica                                | 10,310    | 0.34  | 0      | 0   |
| Partit dels Verds de Moçambic                   | 9,950     | 0.33  | 0      | Nou |
| Partit Liberal Democràtic de Moçambic           | 9,263     | 0.30  | 0      | 0   |
| Partit de Reconciliació Democràtica             | 9,026     | 0.30  | 0      | Nou |
| Unió per la Salvació de Moçambic                | 8,661     | 0.29  | 0      | Nou |
| Front Ampli d'Oposició                          | 7,591     | 0.25  | 0      | Nou |
| Partit Democràtic Liberal de Moçambic           | 3,720     | 0.12  | 0      | 0   |
| Congrés Unit de Demòcrates                      | 1,252     | 0.04  | 0      | Nou |
| Partit Democràtic Popular                       | 448       | 0.01  | 0      | Nou |
| Vots nuls/blancs                                | 276,622   | –     | –      | –   |
| Total                                           | 3,322,051 | 100   | 250    | 0   |
| Votants registrats/participació                 | 9,909,054 | 33.53 | –      | –   |
| Font: CNE                                       |           |       |        |     |